# HZD

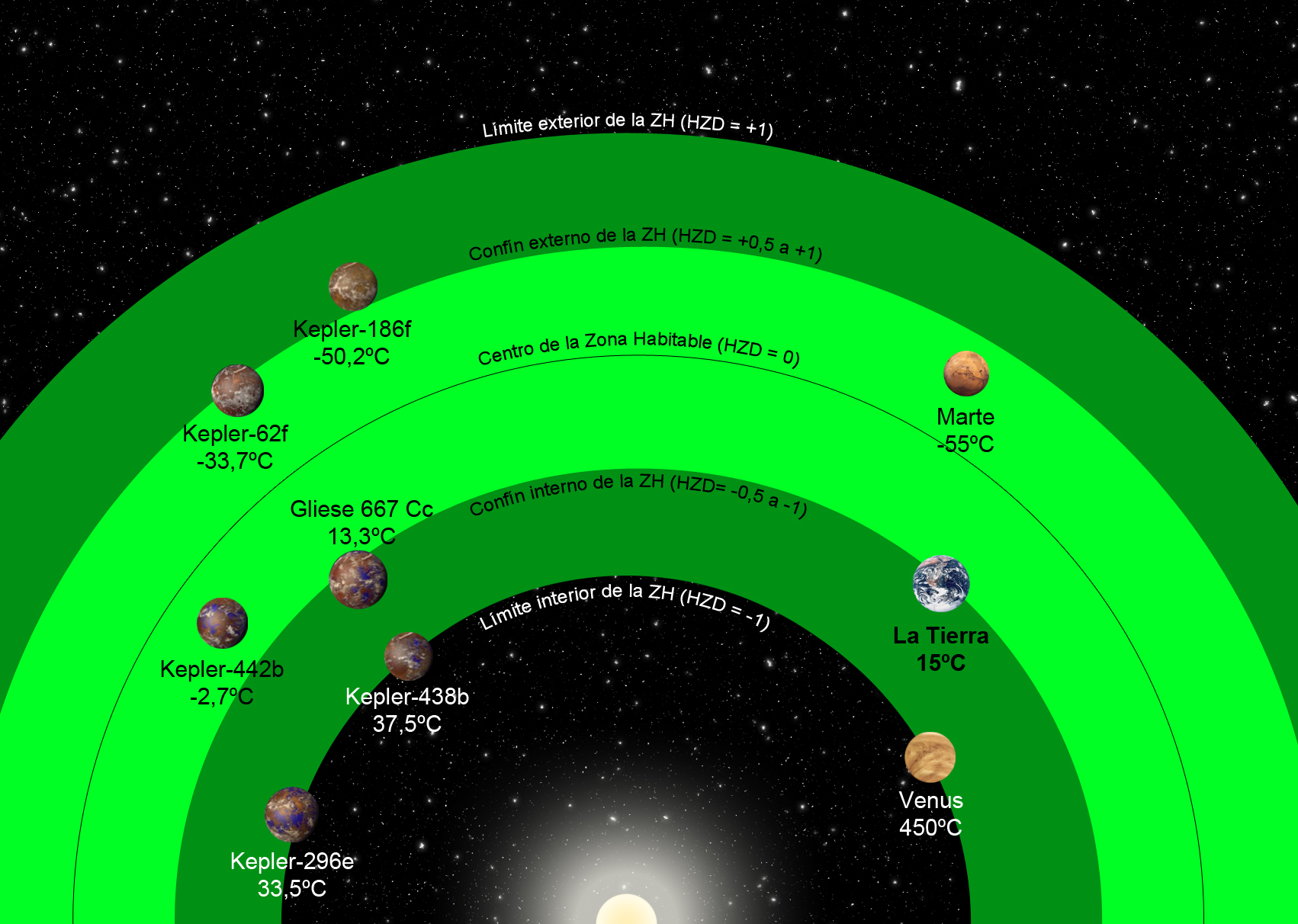
Posició en la ZH d'alguns dels planetes confirmats amb major IST i temperatura mitjana superficial.

El HZD (per les seves sigles en anglès: Habitable Zone Distance, en català: distància de zona habitable) és un indicador desenvolupat pel Laboratori d'Habitabilitat Planetària («PHL») de la UPRA, que estableix la ubicació d'un planeta respecte al centre de la zona d'habitabilitat del seu sistema, en termes relatius. El seu valor, comprès entre -1 (límit intern de la zona habitable) i +1 (límit exterior), és per tant independent del tipus estel·lar. Amb freqüència, els experts empren aquest barem com un primer indicador de l'aptitud d'un planeta per a la vida per l'escassa informació necessària en el seu càlcul.
Els mètodes actuals de detecció exoplanetària afavoreixen la troballa de cossos planetaris amb òrbites reduïdes, per la qual cosa la major part dels planetes confirmats potencialment habitables compten amb un HZD proper a -1. Entre els deu més similars a la Terra, el que compta amb un valor més proper a zero és Kepler-442b, amb -0,34. En comparació, la Terra registra un -0,50, és a dir, es troba lleugerament desplaçada cap al límit intern de la zona d'habitabilitat del sistema solar.

## La zona d'habitabilitat
El concepte de zona habitable, desenvolupat àmpliament per James F. Kasting el 1993, marca una regió en forma d'anell present al voltant de cada estrella en la qual qualsevol planeta situat en ella que compti amb una massa i pressió atmosfèrica adequades, podria tenir aigua en estat líquid sobre la seva superfície. Habitualment, la pertinença d'un planeta a aquesta regió és el primer criteri utilitzat pels experts per identificar l'habitabilitat potencial d'un cos planetari.
El límit exterior de la zona habitable està delimitat pel punt a partir del qual les baixes temperatures comportarien la condensació del CO₂ i, per tant, una glaciació global permanent. La seva vora interior marca la zona en la qual les altes temperatures i els efectes de la proximitat de l'estrella suposarien la pèrdua de la major part de l'hidrogen superficial per fuita hidrodinàmica, deslligant un efecte hivernacle descontrolat similar al de Venus.

## L'HZD

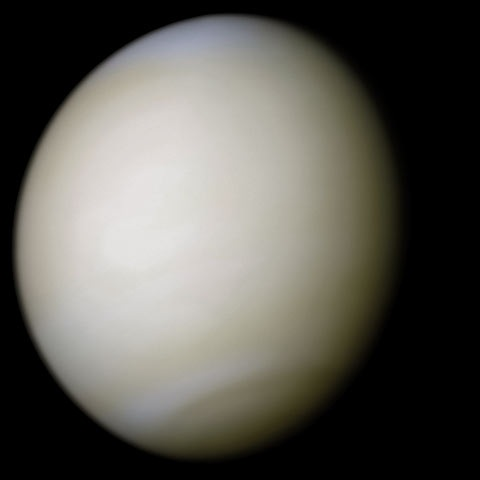
És possible que bona part dels planetes de massa similar a la terrestre amb un HZD proper a -1 presentin un efecte hivernacle descontrolat similar al de Venus (en la imatge).

Atès que l'HZD s'expressa en termes relatius, la zona habitable és la regió compresa entre un HZD de -1 (límit intern) i +1 (límit extern), amb independència del tipus estel·lar. El valor zero correspon al centre de la zona habitable. Un exoplaneta amb HZD proper a zero pot ser més hostil per a la vida que un altre amb valors propers a -1 o +1 en funció de les característiques de tots dos planetes. No obstant això, partint que l'HZD pot ser calculat simplement coneixent la lluminositat estel·lar, la temperatura efectiva de la superfície de l'estrella i la distància entre aquesta i el cos planetari; és freqüentment utilitzat com el primer indicador per estimar el potencial per a la vida d'un exoplaneta (a costa de disposar de dades addicionals que permetin calcular ràtios més complexos, com el Índex de Similitud amb la Terra o IST).
Encara que la separació entre un planeta i el seu estel es mantingui estable, l'HZD varia amb el pas del temps a mesura que augmenta la lluminositat d'aquesta última. Per aquesta raó, els planetes amb un HZD original superior a +1 poden endinsar-se lentament a la zona habitable, mentre uns altres queden exclosos. La durada d'aquest procés guarda una relació inversa amb la massa de l'estrella, és a dir, els estels de menor grandària comptaran amb zones habitables molt més estables que les més massives. No obstant això, l'amplària d'aquesta regió és directament proporcional a la grandària de l'estel, de manera que en una nana vermella la seva amplitud pot reduir-se a 0,3 ua, enfront de les 2 ua que pot abastar la d'una de tipus F (més lluminosa que el Sol).
Amb la posada en funcionament del telescopi Kepler, el nombre d'exoplanetes descoberts ha crescut exponencialment. El seu mètode de detecció (trànsit astronòmic) i les seves limitacions tècniques afavoreixen el descobriment de cossos planetaris massius situats molt propers a les seves estrelles. Per aquesta raó, la majoria dels exoplanetes confirmats potencialment habitables tenen un HZD proper a -1. Amb un valor de -0,34, Kepler-442b és el que compta amb un HZD més proper a zero entre els deu exoplanetes confirmats amb major potencial per albergar vida.

### Expressió matemàtica
Segons el PHL, partint dels estudis de David R. Underwood (2003) i Franck Selsis (2007), el càlcul de l'HZD i dels límits de la zona habitable es realitza mitjançant les expressions:

{\displaystyle {\text{HZD}}={\frac {2r-{r_{o}}-{r_{i}}}{{r_{o}}-{r_{i}}}}}

{\displaystyle {r_{i}}=[{r_{is}}-{a_{i}}({T_{eff}}-{T_{s}})-{b_{i}}{({T_{eff}}-{T_{s}})^{2}}]{\sqrt {L}}}
{\displaystyle {r_{o}}=[{r_{us}}-{a_{o}}({T_{eff}}-{T_{s}})-{b_{o}}{({T_{eff}}-{T_{s}})^{2}}]{\sqrt {L}}}

On ri és la separació entre el límit intern de la zona habitable i l'estrella en UA, ro és la distància respecte al límit extern en UA, L és la lluminositat estel·lar en unitats solars, Teff és la temperatura efectiva de l'estel en kelvin (K), Ts=5700 K, ai=2,7619×10-5, bi=3,8095×10-9, ao=1,3786×10-4, bo=1,4286×10-9, ris=0,72 i rus=1,77.

## HZD d'exoplanetes confirmats
A continuació, figura una llista dels exoplanetes confirmats amb major Índex de Similitud amb la Terra ordenats en funció d'aquest i els seus respectius HZD:
| Planeta          | IST  | HZD   |
| ---------------- | ---- | ----- |
| Kepler-438b      | 0,88 | -0,94 |
| Kepler-296e      | 0,85 | -0,87 |
| Gliese 667 Cc    | 0,84 | -0,62 |
| Kepler-442b      | 0,84 | -0,34 |
| Kepler-62e       | 0,83 | -0,70 |
| Kepler-452b      | 0,83 | -0,61 |
| Gliese 832 c     | 0,81 | -0,72 |
| EPIC 201367065 d | 0,80 | -1,00 |
| Kepler-283c      | 0,79 | -0,58 |
| Tau Ceti e       | 0,78 | -0,92 |